# بورد (اوورخنگای)
بورد (به لاتین: Bürd) یک منطقهٔ مسکونی در مغولستان است که در استان اوورخانگای واقع شده‌است.